# Echinidea
Echinidea Kroh & Smith, 2010 é uma infraordem de ouriços-do-mar da ordem Camarodonta.

## Tassonomia
A infraordem Echinidea compreende as seguintes famílias:
- Superfamília
  - Família Echinidae Gray, 1825
  - Família Parechinidae Mortensen, 1903
- Superfamília Odontophora Kroh & Smith, 2010
  - Família Echinometridae Gray, 1855
  - Família Strongylocentrotidae Gregory, 1900
  - Família Toxopneustidae Troschel, 1872

## Galeria

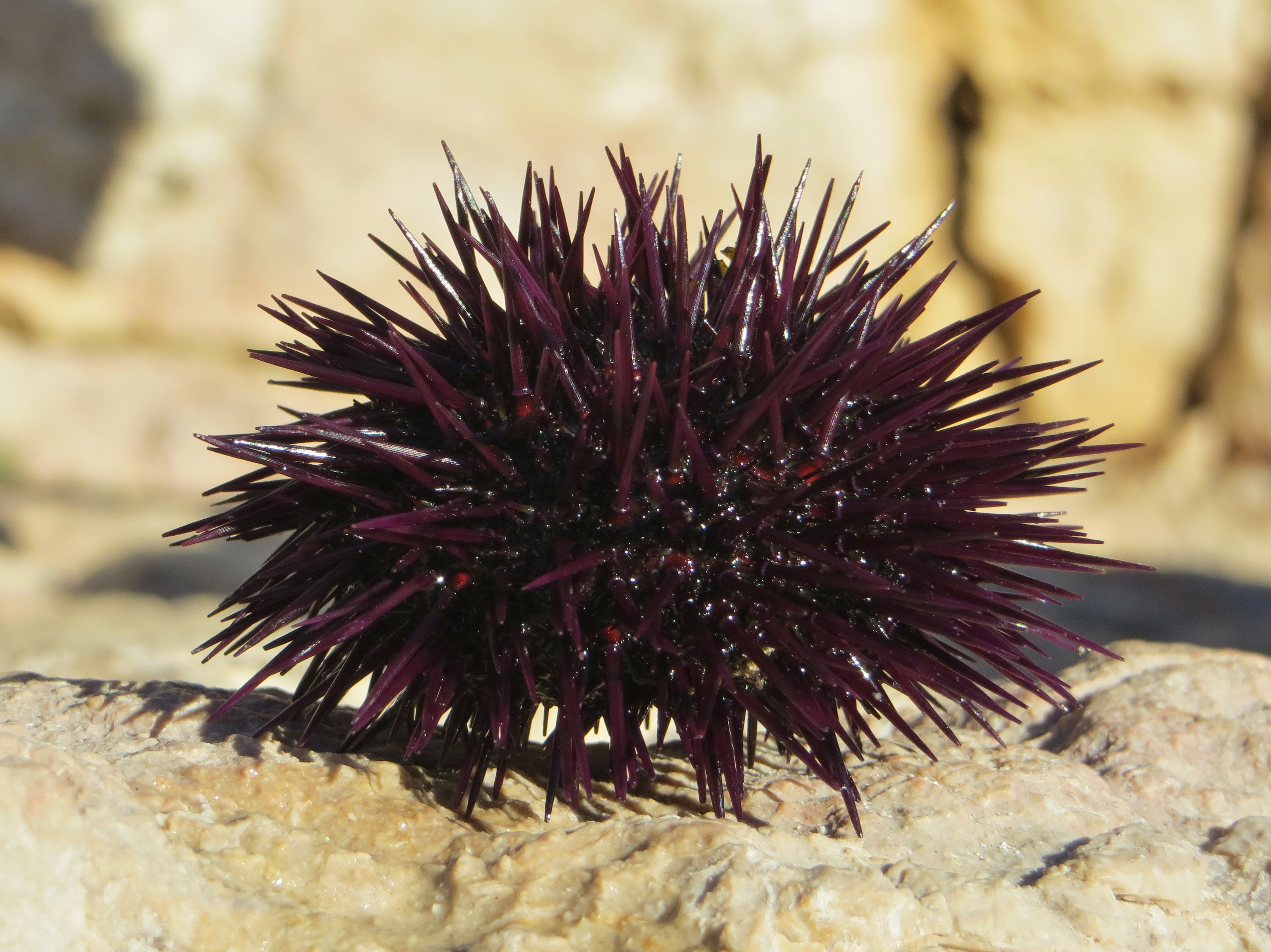
Paracentrotus lividus
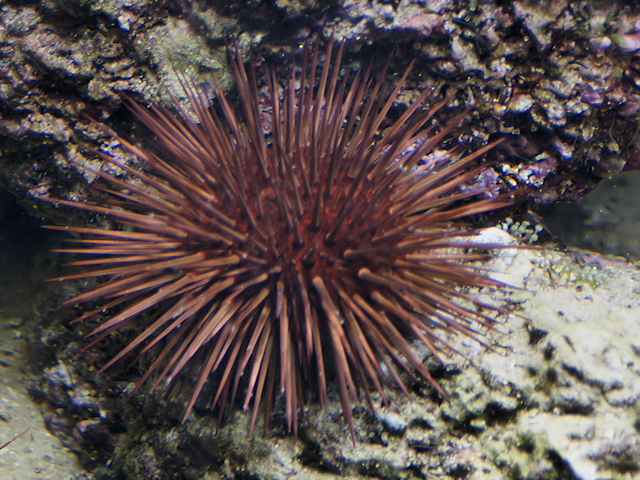
Echinometra lucunter
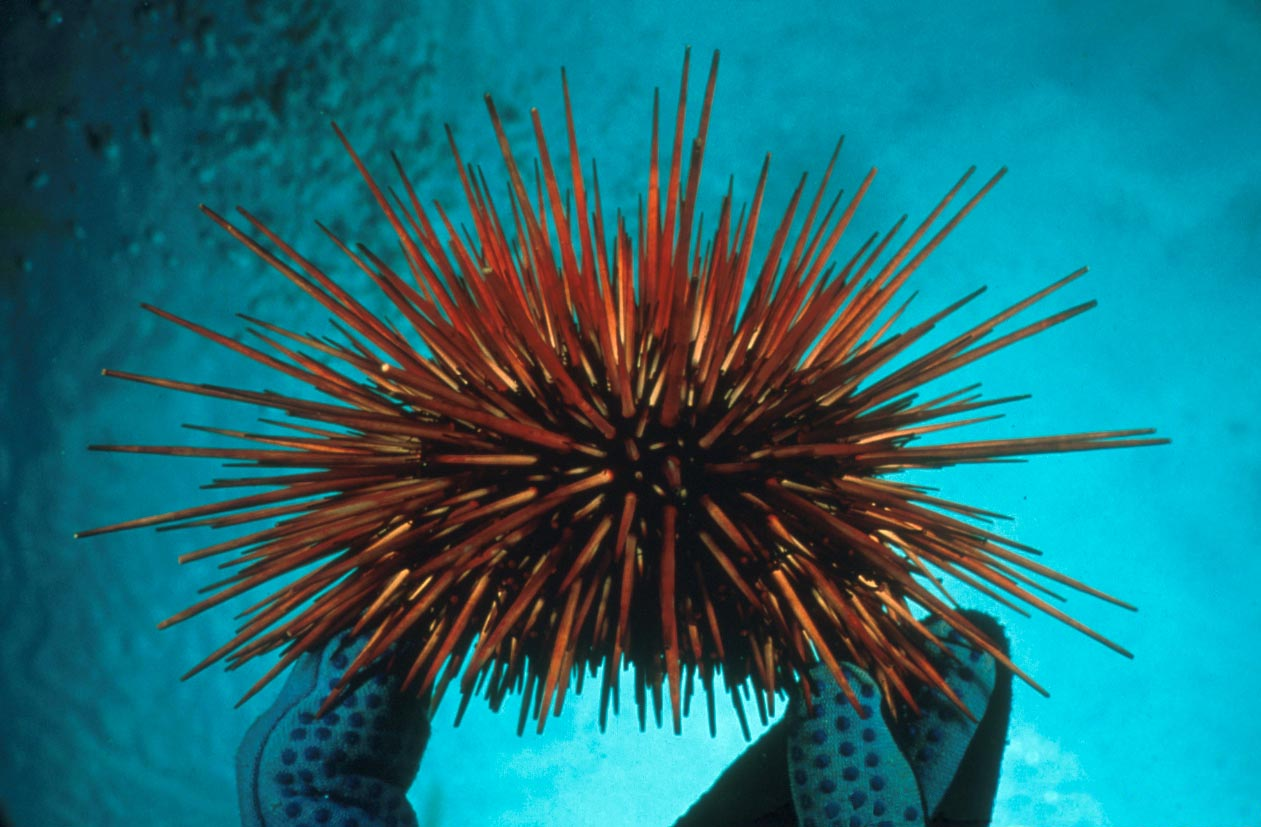
Strongylocentrotus franciscanus

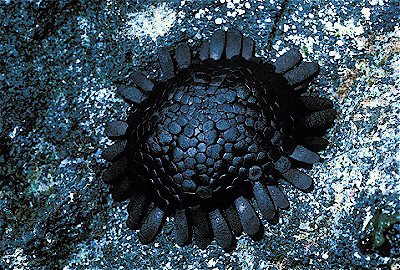
Colobocentrotus atratus
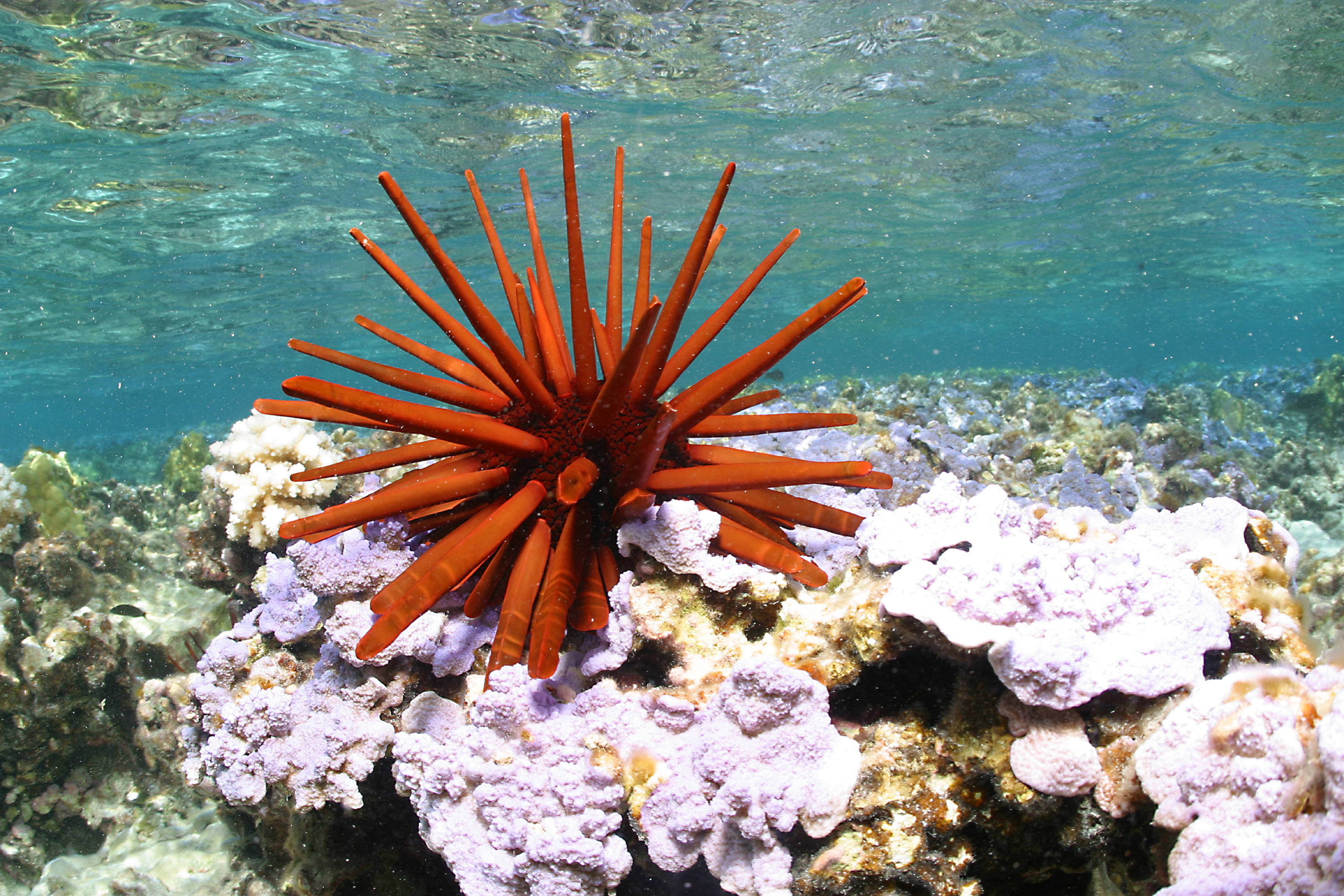
Heterocentrotus mammillatus